# Бессарабская перепись населения 1817 года
Бессара́бская пе́репись населе́ния 1817 года — первая перепись населения Бессарабии, проведенная после её присоединения к Российской Империи по Бухарестскому мирному договору от 16 мая 1812 года.

## Подготовка к переписи
Проведение переписи стало возможным лишь к 1816 году, когда во всех цинутах (уездах) были назначены земские исправники и ревизоры. Перепись проводилась в течение 1817 года одновременно с приведением населения к присяге на верность Российскому императорскому престолу.
Планируя проведение присяги, Полномочный Наместник Бессарабской области Алексей Николаевич Бахметев обратился к Митрополиту Кишинёвскому и Хотинскому Гавриилу и Архиепископу Армянской апостольской церкви Григорию с просьбой обязать приходских священников провести приведение к верноподданической присяге населения в своих округах и цинутах.
25 июля 1816 года А. Н. Бахметьев издает предписание Бессарабскому Временному Комитету, описывающее механизм проведения переписи:

…дабы всякий из приходских священников, в присутствии исправника и ревизора того цинута принял от каждого состояния верноподданическую присягу, составил при сем случае особо по каждому городу, местечку и селению регистр всем обывателям с поименованием каждого семейства и с означением каждому полу и возрасту лет. Из каковых списков духовенством составленных один экземпляр имеет быть оставлен у приходских священников, другой представится во 2-й Департамент здешнего областного правительства для извлечения потом перечневой ведомости о народонаселении здешней области.

Предписания были разосланы ревизорам и исправникам цинутов 31 июля 1816 года.
По инициативе Оргеевской сердарии, во главе которой стояли сердарь Замфиракий Ралли и самиш (казначей) Исайя, к проведению присяги и переписи было решено привлечь интеллигенцию цинутов в лице дворян.

## Форма переписи
Экстракты переписи (переписные листы) имели следующие графы:
1. Названия округов и селений
2. Состояние села по разрядам (разряд А — зажиточное, разряд В — посредственное, разряд Г — недостаточное)
3. Статистка духовенства: священники, их вдовы, диаконы, их вдовы, дьячки, их вдовы, пономари, их вдовы
4. Мазылы и их вдовы
5. Рупташи и их вдовы
6. Статистика низшего сословия: царане, их вдовы и бурлаки (холостяки)
7. Итог мужских хозяйств
8. Итог вдовьих хозяйств
9. Дополнительные сведения (заполнялась не всегда): кому принадлежала вотчина села, сколько в ней земли, какие имеются на ней угодья, расстояние до ближайших сёл.

## Публикация в 1907 году
На протяжении XIX века данные первой бессарабской переписи хранились в отделе дел Бессарабского Областного Верховного Совета Архива Бессарабского Губернского Правления (дело № 26 от 26 июля 1816 года «О приводе жителей Бессарабской области к присяге и о составлении вместе с тем переписи» на 45 листах).
В научный оборот результаты переписи 1817 года были введены Правителем дел Бессарабской губернской ученой архивной комиссии Иваном Николаевичем Халиппой (рум. Ion Halippa). С весны 1899 года по май 1903 года он занимался переводами экстрактов переписи на русский язык, обработкой данных и подготовкой их к печати.
Итогом многолетней работы бессарабского историка стала публикация в 3-м томе Трудов Бессарабской губернской ученой архивной комиссии в 1907 году под названием «Роспись землевладения и сословного строя населения Бессарабии по данным переписи 1817 года».